# Droit des obligations
Le droit des obligations est la branche du droit privé dans les systèmes de tradition romano-civiliste qui porte sur les obligations. L'intérêt du droit des obligations est de faire suivre la création d'obligations de conséquences juridiques, permettant la sécurité des affaires et l'émergence d'un marché stable.  
L'obligation est un lien juridique entre deux personnes en vertu duquel l'obligée (le débiteur) est tenue envers l'obligeante (le créancier) d'exécuter une prestation. La source principale des obligations est le contrat. D'autres sources comprennent notamment l'enrichissement sans cause et la responsabilité civile.

## Nature de l'obligation

### Origine de la notion
L'obligation est une notion juridique qui provient du droit romain, et qui signifie « lien étroit » (ob-ligatus).
- Apport de Gaius : Les Institutes de Gaius écrites au IIe siècle apr. J.-C.
Les Institutes de Gaius traitent de l'ensemble du droit privé romain (famille, personnes, droits réels, obligations et procédure). Dans son Livre III, Gaius écrit : « Les obligations comportent une division fondamentale en deux espèces : toute obligation en effet naît d'un contrat ou d'un délit ».
- Apport de Paul : Paul fut préfet du prétoire en 222. Certaines de ses idées seront reprises au VIe siècle apr. J.-C. par l'empereur Justinien dans le Digeste écrit vers 535 et les Institutes écrits en 533.
- Apport de Justinien : La définition classique de l'obligation provient des Institutes (533) de l'empereur Justinien : « Obligatio est iuris vinculum quo necessitate astringimur alicujus solvendae rei secundum nostrae civitatis iura » (L’obligation est le lien de droit par lequel nous sommes astreints d’une manière nécessaire à payer quelque chose à quelqu’un conformément au droit de notre cité)[3]. 
Les Institutes de Justinien disposent : « Les obligations par leur nature ne consistent pas à nous faire acquérir la propriété d'une chose ou à nous attribuer une servitude mais consistent à contraindre quelqu'un à nous donner, à nous faire quelque chose ou à répondre de quelque chose à notre égard ».
L'obligation exprime l'idée d'un droit sur une personne ou d'un droit contre une personne. Par exemple, le créancier (creditor) ne peut pas s'approprier la somme que le débiteur (debitor) lui doit au titre de la dette (debitum), sinon on serait en présence d'un droit réel (c'est-à-dire un droit sur une chose). Le créancier n'a droit qu'à obtenir du débiteur le paiement de la somme. Donc, le créancier dispose d'un droit de créance (jus crediti) contre son débiteur. La chose transfèrée est le dandum.

### Définition de l'obligation
L'obligation est un lien de droit qui unit deux ou plusieurs personnes par lequel une personne s'oblige envers une autre à faire (ou à ne pas faire) ou à donner (au sens de : transmettre la propriété d'une chose). 
Les parties au rapport d'obligation sont :
- un créancier, titulaire d'un droit de créance sur le débiteur, à savoir le bénéfice d'une prestation ;
- un débiteur, titulaire d'une dette envers le créancier, et qui doit répondre de cette dette sur l'intégralité de son patrimoine (cf. droit de gage général), sauf biens insaisissables.

L'obligation revêt ainsi deux aspects : créance pour le créancier, dette pour le débiteur. On parle à cet égard de conception dualiste de l'obligation. Ainsi, un auteur a pu estimer que « Dette et créance présentent, plus qu’une simple différence de point de vue, une véritable différence de nature. La première est une norme, qui se situe en tant que telle sur le plan du droit objectif. La seconde est un droit personnel, qui appartient au monde des droits subjectifs. Autrement dit, la structure de l’obligation est binaire : elle se compose de deux éléments indissociables, dont la nature juridique ne peut être réduite à l’unité ». 
Ce lien subjectif entre le créancier et le débiteur présente plusieurs caractères :
- il s'agit d'un lien patrimonial, qui intègre l'actif du créancier et le passif du débiteur, et qui est dévolu par l'effet de la succession ;
- il s'agit également d'un droit personnel, portant sur le patrimoine d'autrui, par opposition aux droits réels, portant sur une chose ;
- il est susceptible d'exécution forcée, que l'obligation soit civile ou commerciale.

Lorsqu'est conclu un contrat synallagmatique, chacune des parties va être débitrice d'un certain nombre d'obligations. Ainsi, chaque partie aura à la fois la qualité de débiteur et celle de créancier, sur des obligations différentes. Par exemple, dans un contrat de vente, l'acheteur sera débiteur de l'obligation de payer le prix et créancier de l'obligation de délivrance de la chose quand le vendeur sera créancier de l'obligation de payer le prix mais débiteur de l'obligation de délivrance de la chose vendue.

### Classification des obligations
La loi et la doctrine classifient les obligations selon leur nature, leur source et leur objet. Ces distinctions emportent généralement des différences de régime.

#### Classification selon leur nature
Une première distinction oppose les obligations selon leur nature et leur sanction :
- les obligations morales qui ne sont pas des obligations juridiques ;
- les obligations naturelles sont moralement contraignantes, mais ne peuvent être sanctionnées juridiquement ;
- les obligations civiles sont juridiquement contraignantes et sont susceptibles d'exécution forcée.

Cependant, une obligation naturelle peut devenir une obligation civile par la volonté du créancier.

#### Classification selon leur source
Les obligations sont également classifiées selon leur source. La doctrine oppose :
- les obligations résultant d'un acte juridique, qui est une manifestation de volonté destinée à produire des effets de droit ;
- les obligations résultant d'un fait juridique, qui est un évènement susceptible de produire des effets de droit, en dehors de la volonté des parties.

Certaines obligations sont d'origine volontaire, et résultent d'un acte juridique (engagement unilatéral ou contrat). Selon la règle du consensualisme, la seule rencontre des volontés suffit à faire naître des obligations entre les parties.
Par dérogation à la règle du consensualisme, certaines obligations peuvent naître en dehors de la volonté des parties. La loi peut suppléer à cette absence lorsque la protection des personnes l'exige :
- en matière matrimoniale, les époux ont des devoirs l'un envers l'autre auxquels ils ne peuvent renoncer ;
- en matière de quasi-contrat, les nécessités (gestion d'affaires) ou l'injustice (répétition de l'indu, enrichissement sans cause) peuvent imposer la création d'une obligation, et mettre des devoirs à la charge des parties ;
- en matière extra-contractuelle, les personnes sont tenues responsables des dommages causés à autrui, et doivent réparer le préjudice subi.

#### Classification selon leur objet
Les obligations peuvent être classifiées selon l'objet de la prestation du débiteur. 
- les obligations de donner ont pour objet le transfert de propriété d'une chose (dare) ;
- les obligations de faire imposent au débiteur d'accomplir un acte positif (facere). Autrement dit, elles ont pour conséquence un engagement du débiteur à accomplir une prestation pour le créancier. Par exemple, la RATP s’engage à transporter les personnes en contrepartie du paiement du billet ;
- les obligations de ne pas faire imposent au débiteur de ne pas accomplir un acte négatif (non facere), autrement dit le débiteur s’engage à s’abstenir de faire quelque chose, c'est le cas par exemple des clauses de non-concurrence.

Une partie de la doctrine a contesté l'existence de l'obligation de ne pas faire, et de l'obligation de donner. Ainsi, à suivre cette analyse, ne pas faire une action impliquerait nécessairement d'en faire une autre. Ne pas construire à tel endroit impliquerait implicitement mais nécessairement qu'il faille construire mais ailleurs. De plus, l'obligation de donner ne serait pas une obligation, faute de débiteur. Dans un contrat de vente, il était classiquement analysé que le vendeur avait l'obligation de transférer la propriété du bien vendu à l'acquéreur. Donc une obligation de donner. Toutefois, comme l'a démontré un auteur, il ne s'agit pas en soit d'une obligation, mais un effet légal du contrat. Une obligation implique que la prestation soit susceptible d'exécution par le débiteur. Or, dans le contrat de vente, le vendeur n'a rien à exécuter. Le transfert de propriété se fait automatiquement, dès la conclusion de la vente, par l'effet de l'article 1583 du Code civil. Le vendeur n'a donc aucune prestation à effectuer sur ce transfert de propriété. Il n'a rien à "donner" (c'est-à-dire transférer la propriété d'un bien). 
Suivant cette analyse, le législateur français a supprimé dans le Code civil toute référence au triptyque des obligations de faire, de ne pas faire, et de donner à la suite de la réforme du droit des contrats, du régime général et de la preuve des obligations du 10 février 2016. Le rapport au président de la République [français] joint à l'ordonnance du 10 février 2016 consacre la position doctrinale en affirmant : « l'abandon [...] de la distinction entre les obligations de donner, de faire, et de ne pas faire, le transfert de propriété est érigé en effet légal du contrat, consécutif à l'échange des consentements ». 
Cette suppression des obligations de faire, de ne pas faire, et de donner, vaut ainsi en droit civil français. Du reste, bon nombre de législations civilistes consacrent toujours ce triptyque dans leur Code civil. Ainsi l'article 1126 du Code civil belge (non modifié, donc copie conforme au Code civil des Français tel que publié en 1804)  consacre toujours l'existence de ces trois obligations.

#### Classification selon leur finalité
La jurisprudence et la doctrine distinguent couramment les obligations de moyens des obligations de résultat.
Les obligations de moyens imposent au débiteur de tout mettre en œuvre pour exécuter la prestation promise, ou parvenir au résultat escompté, sans toutefois le garantir. Le débiteur ne peut donc être tenu responsable de l'insatisfaction du créancier compte tenu des aléas. Ainsi, le médecin est tenu d'une obligation de moyens envers son patient : il a le devoir de tout mettre en œuvre pour le guérir, mais ne peut être tenu responsable de l'échec thérapeutique (sauf faute de sa part).
À l'inverse, les obligations de résultat imposent au débiteur de parvenir à un certain résultat, à peine de sanction. L'absence de résultat engagera nécessairement la responsabilité contractuelle du débiteur, sauf cas de force majeure. Ainsi, l'obligation de résultat du transporteur est de déplacer des personnes ou des marchandises. Tout retard, ou dommage infligé aux personnes et aux biens transportés engagera la responsabilité contractuelle du transporteur.

## Utilité de l'obligation
L'obligation juridique est un instrument dont les finalités sont sociales, économiques, morales et philosophiques.

### Finalité sociale de l'obligation
L'obligation unit plusieurs personnes, et participe à la formation du lien social. Elle contribue à garantir la cohésion du corps social, et la solidarité de ses membres, particulièrement en matière de dommages causés à autrui (responsabilité extra contractuelle).
L'obligation est aussi un instrument de contrôle des comportements sociaux, car l'illécéité des obligations est source de nullité. Les causes d'illécéité sont déterminées par le corps social, et les parties ne peuvent déroger aux règles d'ordre public.

### Finalité économique de l'obligation
Obligation et droit de propriété sont étroitement liés : c'est par la création d'un lien obligationnel que l'on peut la plupart du temps accéder à la propriété. La finalité économique de l'obligation réside donc dans sa faculté à permettre les transferts de propriété, donc la circulation des biens et marchandises.

## Régime de l'obligation

### Dans les pays de tradition civiliste
(introduction sur les points communs des législations nationales).

#### Droit civil français
En droit français, les obligations sont régies, dans le livre troisième du Code civil, par :
- le titre troisième consacré aux « sources d'obligations »,
- le titre quatrième consacré au « régime général des obligations ».
- le titre quatrième bis consacré à « la preuve des obligations ».

L'article 1101 du Code civil dispose que : « Le contrat est un accord de volontés entre deux ou plusieurs personnes destiné à créer, modifier, transmettre ou éteindre des obligations ».

#### Droit civil québécois
En droit québécois, les obligations sont régies, dans le livre cinquième du Code civil du Québec.

### Dans les pays decommon law
Dans les pays de common law, il n'y a pas de « droit des obligations », il y a plutôt un « droit des contrats », lequel est fondé sur des arrêts importants de jurisprudence plutôt que sur une loi codifiée.